# Maestro Felipe

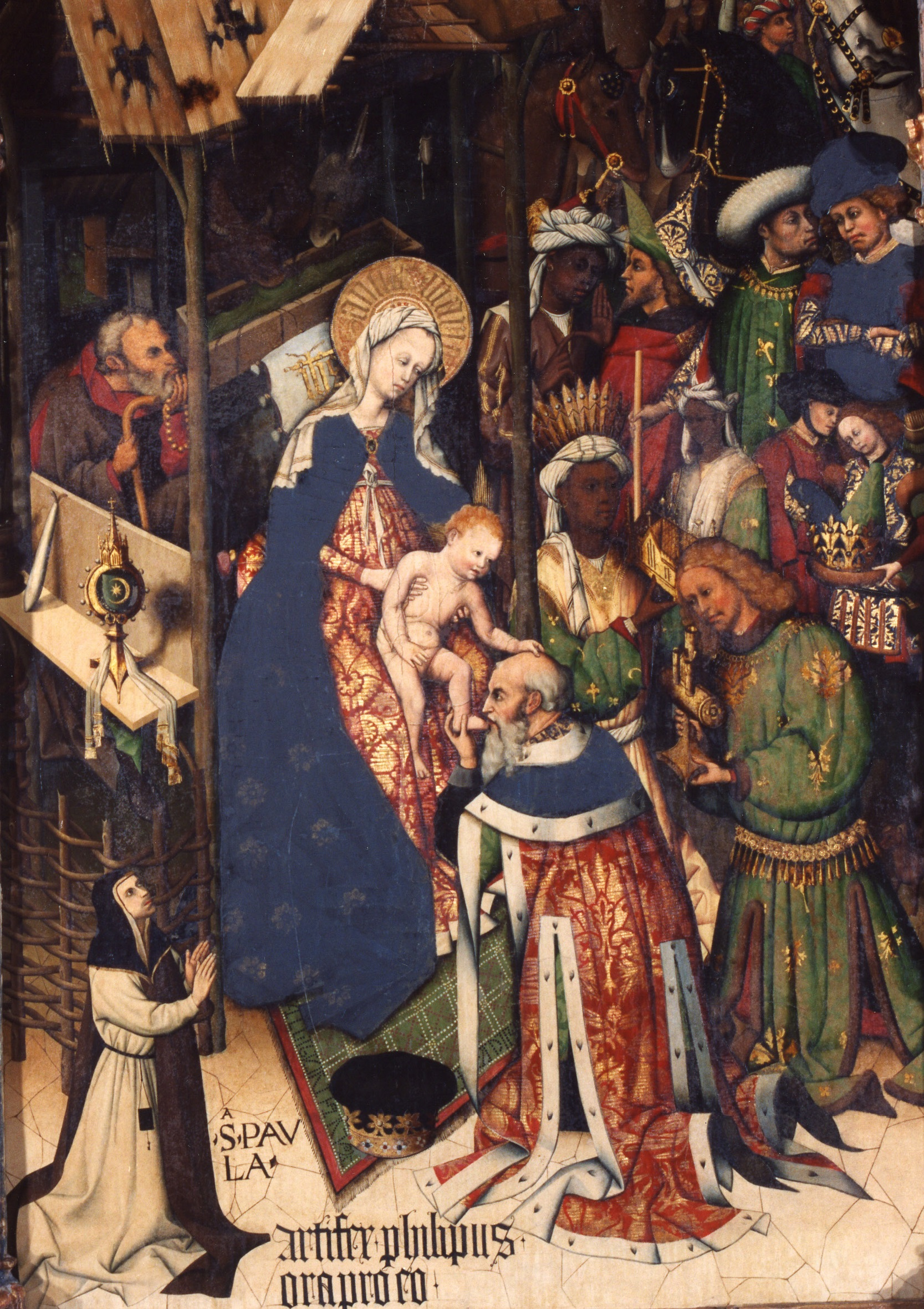
Adoración de los Magos, tabla central del retablo de la Epifanía, c. 1440. Técnica mixta con predominio del óleo sobre tabla. Toledo, Convento de las jerónimas de San Pablo. Firmado: artifex philipus / ora pro eo.

Maestro Felipe, identificado con el que se denominó Maestro del Zarzoso, fue un pintor vinculado al estilo gótico internacional activo a mediados del siglo XV en tierras de Castilla y Extremadura. 

## Obra
Su firma en caracteres góticos —artifex philipus / ora pro eo— se encuentra en una tabla dedicada a la Adoración de los Reyes Magos en un retablo formado con materiales reaprovechados de diversas épocas, conservado en la clausura del monasterio de madres jerónimas de San Pablo de Toledo hasta la década de 1990, en que se procedió a su limpieza de los muchos barnices y repintes que lo cubrían y se pasó a la capilla del racionero Juan de San Andrés en la iglesia del mismo monasterio.
La parte pictórica consta de seis tablas dispuestas en tres calles y dos cuerpos con un ático formado por dos pequeños tableros que, en su origen, debieron ser parte del banco, con parejas de santos. Las seis tablas mayores, aunque todas ellas dentro del mismo estilo, evidencian diferencias que implican la intervención de al menos dos artistas. La tabla principal con la Epifanía, la que lleva la firma, con la abundancia de detalles anecdóticos y las lujosas indumentarias, enlaza con la miniatura franco-flamenca. Su mano se advierte también en el Calvario que sirve de remate de esta calle central y en las parejas de santos de la primitiva predela, correspondiendo las cuatro tablas restantes a un maestro más cercano a lo que por las mismas fechas se hacía en Toledo, con influencias toscanas.
Resulta significativo que en la tabla de la Epifanía, en fecha indeterminada y a la vez que se ocultó la firma, la figura del donante, a menor escala —monje jerónimo—, se transformó en la imagen de una monja identificada mediante una inscripción como santa Paula, según se reveló en el proceso de restauración, lo que indicaría que el primer destino del retablo fuese otro y probablemente convento de monjes.
En su estudio del retablo, Rocío Bruquetas y Marta Presa apuntaron la posibilidad de que el artista que así firmaba pudiera tratarse de un Felipe, el pintor mencionado en un documento de 1447 del archivo del monasterio de Guadalupe, también de frailes jerónimos, dado a conocer por fray Germán Rubio, y que según otros documentos del mismo origen habría fallecido en 1480 y tenido un hijo también pintor llamado Antón Felipe.

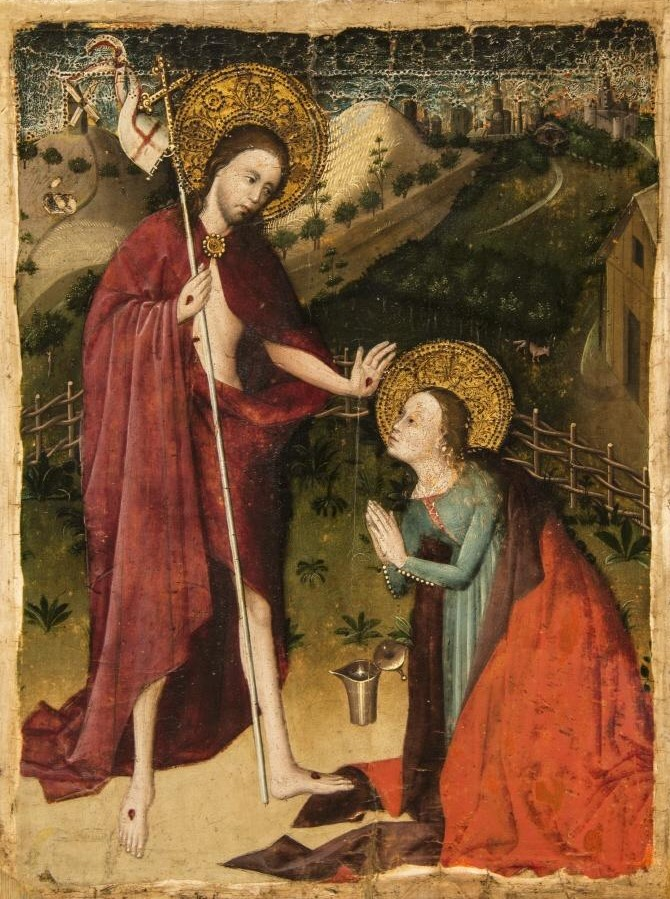
Noli me tangere, h. 1440-1450. Óleo sobre tabla, 41,5 x 31 cm. Madrid, Museo Arqueológico Nacional.

Más recientemente y por razones estilísticas —abigarramiento de las figuras, detalles anecdóticos repetidos— se le ha atribuido el Tríptico del Nacimiento de Jesús procedente del monasterio de Porta Coeli del Zarzoso (El Cabaco, Salamanca). Adquirido por el Museo del Prado a la familia Várez Fisa en 2014, el tríptico, dado a conocer por José Gudiol en 1970, se consideró obra aislada y de excepcional calidad dentro del estilo gótico internacional en Castilla. Para Gudiol se trataría de la obra de un artista, probablemente francés, con vínculos con el arte del Maestro de Flémalle y formación de miniaturista, a quien, al no ser posible relacionarlo con ninguna otra obra conocida, se le dio el nombre convencional de Maestro del Zarzoso o Maestro del Tríptico del Zarzoso. Los escudos de armas que aparecen en los reversos de las puertas y que se verían con el tríptico cerrado, correspondientes a las familias Zúñiga y Osorio, permiten identificar como comitente del tríptico a Elvira de Zúñiga, casada con Pedro Álvarez de Osorio, conde de Trastámara, lo que supone que el encargo hubo de hacerse con anterioridad a 1448, año de su muerte, pero no antes de 1443, cuando contrajo matrimonio.
Establecida la identidad entre el Maestro del Zarzoso y el toledano Maestro Felipe, se le han asignado también algunas otras pinturas que, principalmente por Mireia Castaño, se habían incorporado al corpus del primero, entre ellas un Noli me tangere (Madrid, Museo Arqueológico Nacional), la Virgen entronizada con el Niño y santos Catalina y Jerónimo (Nueva York, Metropolitan Museum of Art), un Crucifijo atribuido a Nicolás Francés en el museo de pinturas del Real Monasterio de Santa María de Guadalupe, al que pertenece, o una Lamentación sobre el cuerpo de Cristo Muerto (Madrid, Museo del Prado) procedente de un retablo del mismo monasterio, del que solo subsisten otras dos tablas —Natividad y Visita de las Marías al sepulcro— en colección particular.
En cuanto al posible origen del pintor, Castaño advierte la presencia precoz, tanto en el tríptico del Zarzoso como en el retablo de la Epifanía del rey mago negro —Baltasar— y la inclusión de la heráldica de los tres Reyes Magos, creada a finales del siglo XIV y utilizada casi exclusivamente en la región de Colonia.